# Lasse Vibe
Lasse Vibe (Aarhus, 22 februari 1987) is een Deens profvoetballer die als aanvaller of middenvelder speelt. Hij verruilde in november 2019 IFK Göteborg voor FC Midtjylland. Vibe debuteerde in 2014 in het Deens voetbalelftal.

## Interlandcarrière
In augustus 2014 werd hij voor het eerst opgeroepen voor het Deens voetbalelftal. Op 3 september debuteerde hij in een vriendschappelijke wedstrijd in Odense tegen Turkije, als invaller voor Thomas Kahlenberg. Op 11 oktober 2014 maakte hij zijn eerste doelpunt voor het nationale team. Hij maakte de 1-1 in een EK-kwalificatiewedstrijd tegen Albanië. Hij nam met Denemarken deel aan de Olympische Spelen 2016 in Rio de Janeiro. Op dat toernooi verloor de ploeg van bondscoach Niels Frederiksen in de kwartfinale met 2-0 van de latere winnaar van de bronzen medaille, Nigeria.